# La prima linea
La prima linea è un film del 2009 diretto da Renato De Maria, liberamente ispirato al libro Miccia corta di Sergio Segio.

## Trama
Il film narra la storia della militanza di Sergio Segio nel gruppo armato rivoluzionario Prima Linea, del suo incontro con Susanna Ronconi e la relazione nata tra i due, dell'arresto della stessa e della sua evasione dal carcere di Rovigo nel 1982 grazie all'azione armata di Sergio e di quel che restava dell'organizzazione. Il film si apre con l'arresto di Sergio pochi mesi dopo l'operazione al carcere di Rovigo. La scena seguente mostra Sergio in carcere all'indomani della caduta del Muro di Berlino, e quindi del "crollo di quel che resta del Comunismo nel mondo", il quale spiega al pubblico in prima persona il contesto nel quale egli si è avvicinato al movimento dei gruppi extraparlamentari, dai cortei studenteschi e operai del 1968, quando era ancora adolescente, proseguendo col racconto delle "stragi di Stato" che iniziarono la strategia della tensione, fino alla nascita dei gruppi extraparlamentari di estrema sinistra come Lotta Continua, dalla quale poi nascerà Prima Linea, alla quale Sergio aderirà.
Il racconto è accompagnato da vere immagini di repertorio che mostrano, tra le altre, la strage di Piazza Fontana e i resti del treno Italicus dilaniato da un ordigno esplosivo. Durante questa prima parte Sergio giustifica la nascita dei gruppi terroristici come risposta alle "stragi di Stato", ma fa anche un mea culpa per i metodi adottati, cioè ferimenti e omicidi, per inseguire il sogno di un mondo migliore in cui non ci fossero più sfruttatori e sfruttati. Inoltre ammette la visione distorta e in parte anacronistica che essi avevano della realtà sociale, economica e politica dell'Italia del tempo. La scena seguente mostra poi Sergio e gli ultimi rimasti dell'organizzazione che, il 3 gennaio 1982, dalla base che avevano stabilito a Venezia, partono verso Rovigo intenzionati a fare evadere Susanna Ronconi e altre tre detenute dal carcere della città. Da qui in poi il film è un continuo alternarsi tra le immagini del viaggio verso Rovigo, e i ricordi di Sergio riguardanti la sua militanza, il tutto raccontato dalla voce narrante dello stesso Sergio in carcere. Durante questi flashback vengono mostrate alcune azioni del gruppo come la rapina ad un'armeria e la "gambizzazione" di un dirigente di fabbrica colpevole di aver messo in mezzo a una strada diversi operai.
Inoltre largo spazio viene dato all'incontro tra Sergio e Susanna Ronconi a Milano, in occasione di una riunione dell'organizzazione. Veneziana d'origine, Susanna ha scelto come base operativa Napoli, e si reca a Milano solo in occasione delle riunioni dei militanti. Tra lei e Sergio nasce una relazione intensa. Sergio si trasferisce a Napoli e continua la sua attività in seno a Prima Linea, cercando di coinvolgere gli operai della zona. Nel frattempo la spirale della violenza si fa sempre più vorticosa, e porta a due episodi che segneranno profondamente Sergio e gli faranno prendere la decisione di lasciare la lotta armata: l'uccisione a sangue freddo del giudice Emilio Alessandrini che stava indagando su di loro, e l'agguato ad un ex compagno, Willy che, torchiato dalla polizia, aveva parlato. Prima delle due azioni Sergio ritorna a Sesto San Giovanni, sua città d'origine, per rivedere i genitori e incontra l'ex compagno di militanza e amico Piero, uscito dal giro dei movimenti, che tenta in tutti i modi, ma inutilmente, di dissuadere Sergio dal compiere altri atti terroristici.
Dopo l'uccisione di Willy inizia la disgregazione del gruppo. Molti militanti vengono arrestati e collaborano con la giustizia, Susanna viene arrestata e anche Sergio decide di uscire dall'organizzazione, ma non prima di avere liberato i compagni in carcere. L'ultima parte del film mostra la scena dell'evasione di Susanna e di altre tre compagne dal carcere di Rovigo ad opera di Sergio e del suo nucleo armato. Nel finale la voce fuori campo di Sergio racconta i tristi eventi seguiti all'evasione: il nuovo arresto di Susanna e l'arresto dello stesso Sergio, entrambi nel 1982. La prima uscirà dal carcere nel 1998. Il secondo, inizialmente condannato all'ergastolo, sconterà poi ventidue anni di carcere ed uscirà nel 2004.

## Critiche
Sergio Segio prese polemicamente le distanze dal film, che a detta sua condannerebbe con una rappresentazione fin troppo schematica e capziosa il fenomeno della lotta armata di quegli anni nella sua interezza.
Discutibile anche il fatto che il personaggio della Ronconi (di origini veneziane) parli nel film con uno spiccato accento romano, che di fatto demolisce la ricostruzione ambientale. Inoltre le automobili utilizzate nei set, risalenti agli anni settanta, sono ordinatamente parcheggiate e tutte scrupolosamente pulite e lucide, dando la parvenza di una mostra di macchine d'epoca anziché di una ambientazione realistica.

## Curiosità
La scena dell’attentato al carcere di Rovigo in realtà non è stata girata nel capoluogo polesano ma in un altro luogo.

## Riconoscimenti
- 2010 - Nastro d'argento
  - Candidatura Miglior produttore a Andrea Occhipinti
  - Candidatura Migliore attore protagonista a Riccardo Scamarcio
- 2010 - Globo d'oro
  - Candidatura Miglior attrice a Giovanna Mezzogiorno
- 2010 - Premio Bif&st
  - Miglior attore protagonista a Riccardo Scamarcio